# Mikołów
Mikołów (niem. Nikolai) – miasto w południowej Polsce, w województwie śląskim, siedziba władz powiatu mikołowskiego, w południowej części Górnośląskiego Okręgu Przemysłowego.
Według danych z 31 grudnia 2023 roku w Mikołowie żyje 41 618 osób.
Mikołów uzyskał lokację miejską w 1276 roku, ponowne nadanie praw miejskich przed 1300 rokiem.

## Położenie
Mikołów położony jest na Wyżynie Śląskiej, graniczy bezpośrednio od wschodu z Katowicami, od południa z Tychami, gminą Wyry, Łaziskami Górnymi i Orzeszem, od zachodu z gminą Ornontowice i gminą Gierałtowice, a od północy z Rudą Śląską. Współrzędne geograficzne centrum miasta wynoszą: 50º 10' szerokości geograficznej północnej i 18º 54' długości geograficznej wschodniej.
Pod względem historycznym Mikołów pierwotnie należał do Małopolski jako część kasztelanii bytomskiej, położonej w ziemi krakowskiej. W 1179 kasztelanię bytomską włączono do księstwa raciborskiego i od tamtego czasu Mikołów leży na Górnym Śląsku.
W latach 1975–1998 miasto administracyjnie należało do województwa katowickiego.
Powierzchnia miasta wynosi 79,2 km². Miasto zajmuje 34% powierzchni powiatu.
Według danych z 2017 r. powierzchnia lasów w Mikołowie wynosiła 2147 ha
Sąsiednie gminy: Gierałtowice, Katowice, Łaziska Górne, Ornontowice, Orzesze, Ruda Śląska, Tychy, Wyry.

## Podział administracyjny

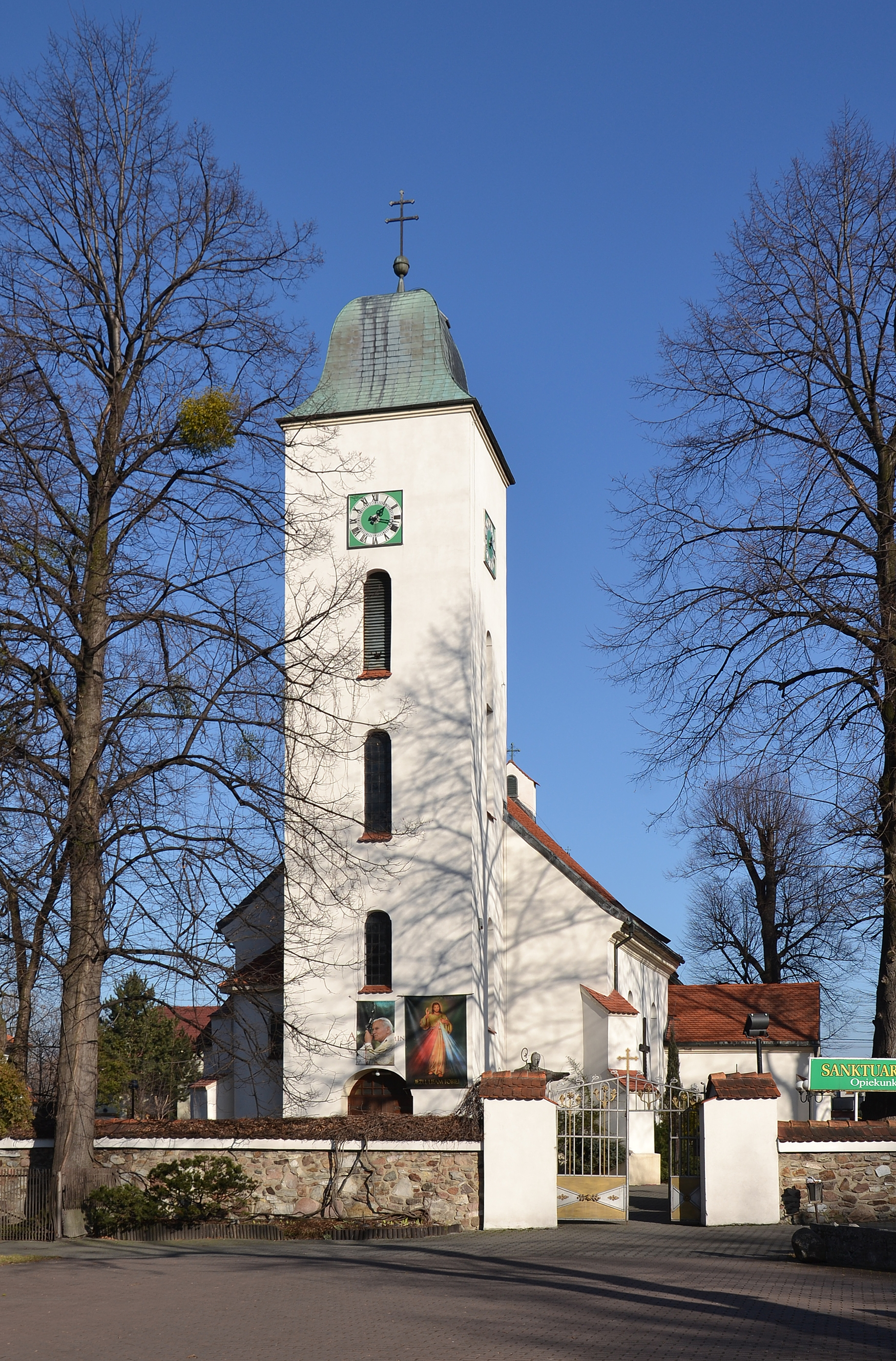
Mikołów, kościół św. Mikołaja w Bujakowie

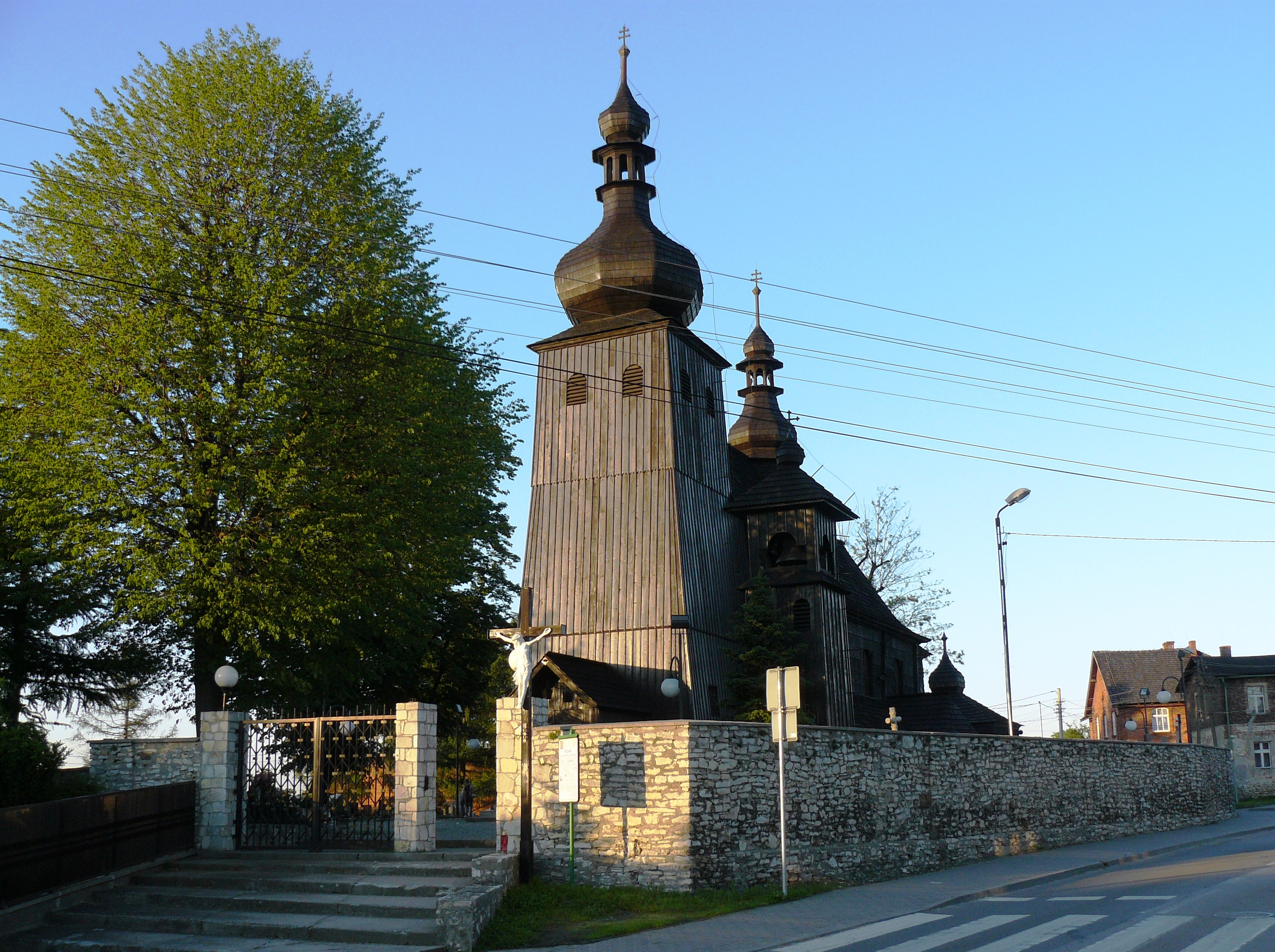
Mikołów, kościół pw. św. ap. Piotra i Pawła w Paniowach

Dzielnica:
- Kamionka

Sołectwa:
- Borowa Wieś
- Bujaków
- Mokre
- Paniowy
- Śmiłowice

Osiedla:
- Osiedle Przy Plantach
- Adama Mickiewicza
- C.K. Norwida
- Grunwaldzkie
- Jana Kochanowskiego
- Józefa Piłsudskiego
- Juliusza Słowackiego
- Leśna Bryza
- Słoneczna Polana
- Wojciecha Korfantego
- Nowy Świat

## Demografia
| 31 grudnia 2018                   | 31 grudnia 2018 | 31 grudnia 2018                   | 31 grudnia 2018 | 31 grudnia 2018                   | 31 grudnia 2018 |
| Ogółem                            | Ogółem          | Kobiety                           | Kobiety         | Mężczyźni                         | Mężczyźni       |
| osób zameldowanych na pobyt stały | %               | osób zameldowanych na pobyt stały | %               | osób zameldowanych na pobyt stały | %               |
| 39 329                            | 100             | 20 551                            | 52,25           | 18 778                            | 47,75           |
| --------------------------------- | --------------- | --------------------------------- | --------------- | --------------------------------- | --------------- |

W samej dzielnicy i sołectwach zameldowanych było kolejno:
– Kamionka: 6 455 osób (2017),
– Borowa Wieś: 2642 osoby,
– Bujaków: 1887 osób (2024)
– Mokre: 2379 osób,
– Paniowy: 1708 osób,
– Śmiłowice: 1076 osób.
Piramida wieku mieszkańców Mikołowa w 2014 roku:

## Nazwa
Nazwa miasta pochodzi prawdopodobnie od imienia Mikołaj, nie jest jednak pewne, czy pochodzi od św. Mikołaja Biskupa (najstarszy kościółek, a właściwie kapliczka, poświęcona jest św. Mikołajowi), czy też od jakiegoś dziedzica imieniem Mikołaj (po ludowemu Mikula), bogatego właściciela mieszkającego w tej okolicy w czasach powstania osady. Za drugą możliwością przemawiają dawne nazwy miasta: Miculow, Mikulau, Mikulow, Mikułów (w księgach kościelnych ta ostatnia nazwa występuje do 1824) oraz data fundacji kościoła- nastąpiła ona później niż 1222 rok. W alfabetycznym spisie miejscowości na terenie Śląska wydanym w 1830 roku we Wrocławiu przez Johanna Knie miejscowość występuje pod niemiecką nazwą Nicolai i polską Mikołow (org. polnisch Mikołow). Statystyczny opis Prus z 1837 roku wymienia tylko niemiecką nazwę Nikolai.
Istnieje również stare podanie opowiadające o początkach tego miasta, niepoparte jednak żadnymi dowodami historycznymi. Podanie opowiada o handlarzach bydłem, którzy zatrzymali się w tych okolicach na odpoczynek. W trakcie nocy nagle zachorowało całe bydło. Przerażeni handlarze zaczęli się modlić i ślubować św. Mikołajowi wybudowanie kaplicy, jeżeli święty sprawi, że bydło wyzdrowieje. Bydło rzeczywiście wyzdrowiało, a handlarze zbudowali ślubowaną kaplicę ku czci św. Mikołaja.

## Historia

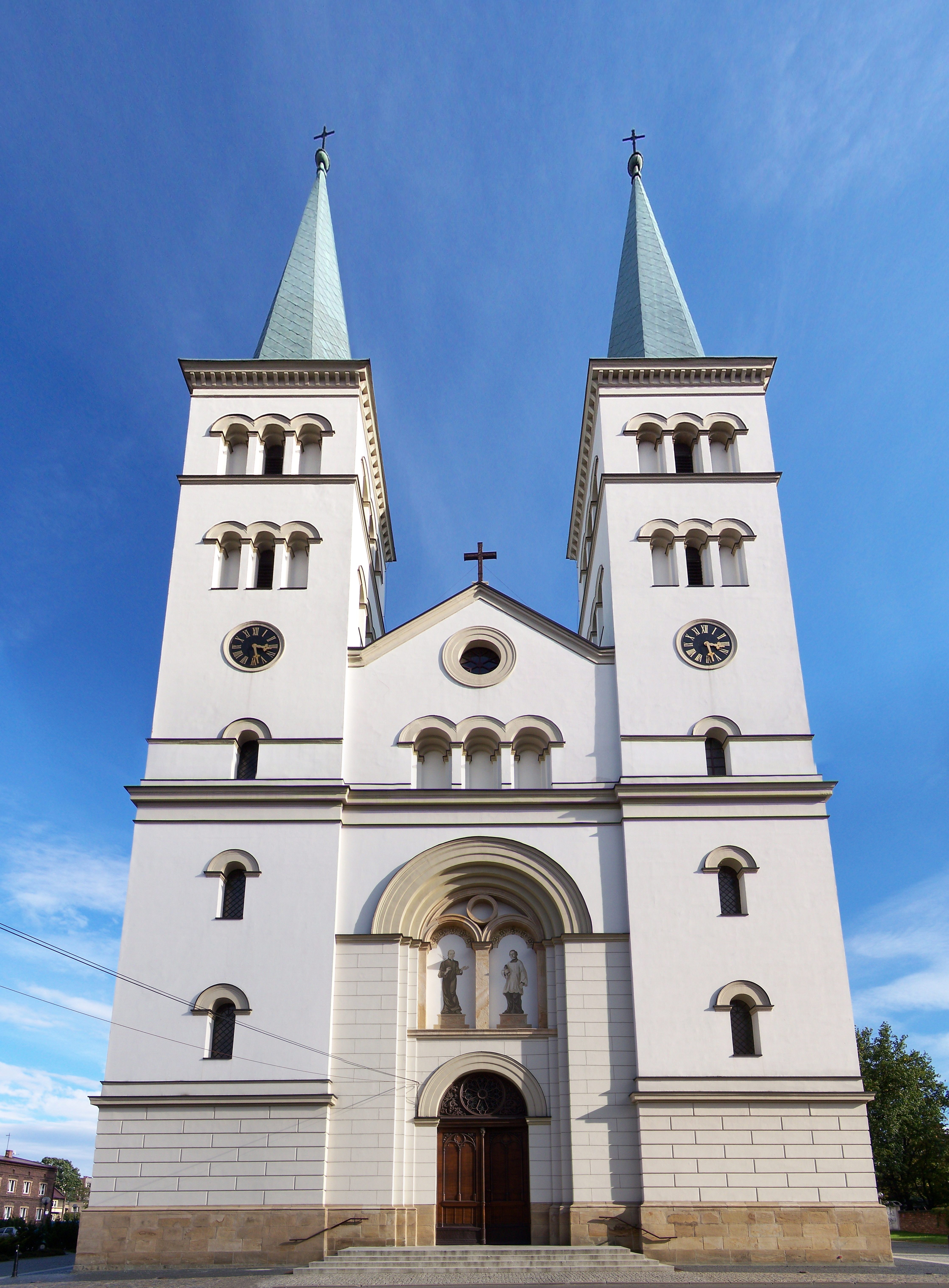
Bazylika pw. św. Wojciecha w Mikołowie

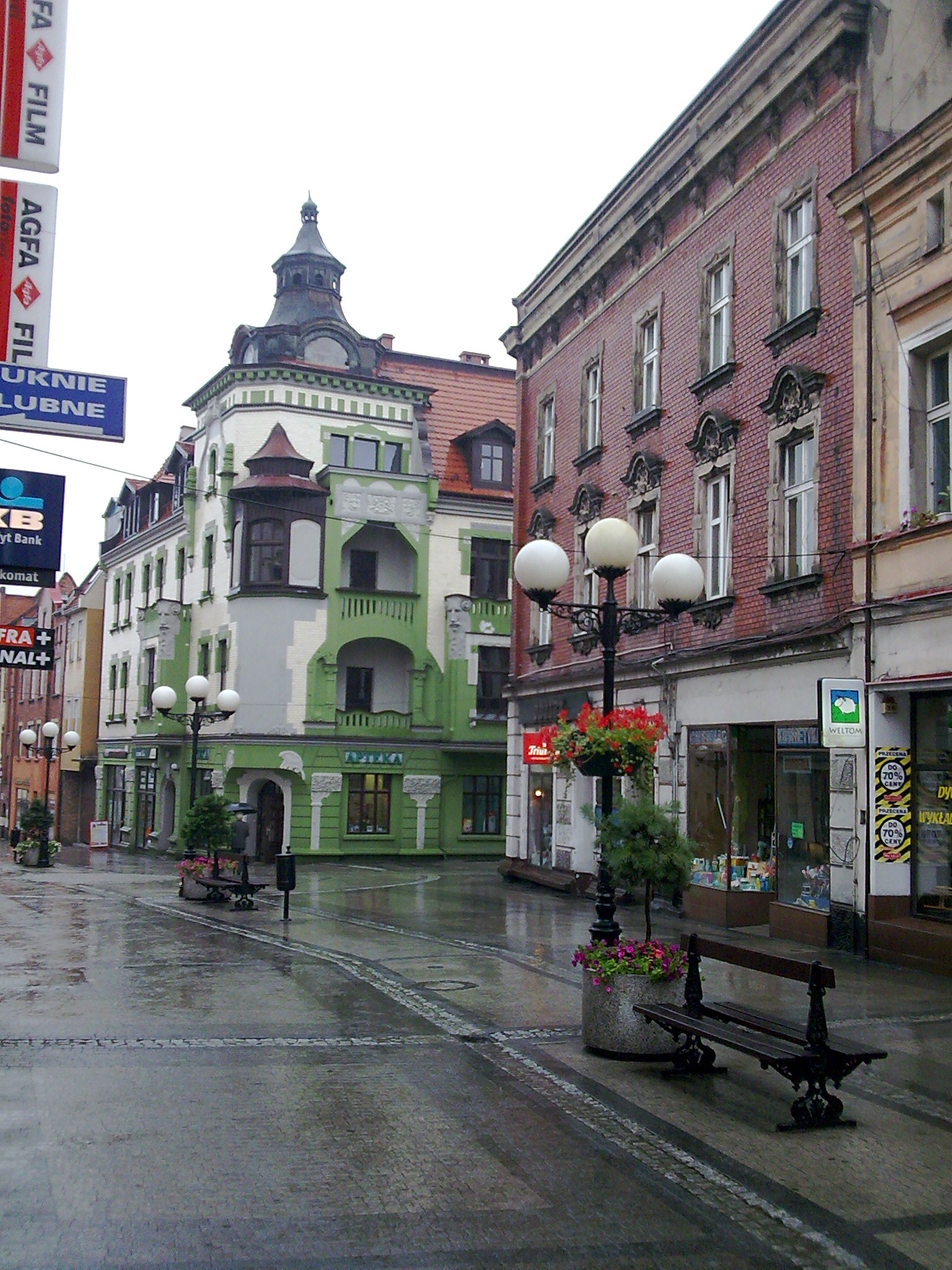
Kamienice przy ul. Jana Pawła II (dawnej 1 Maja)

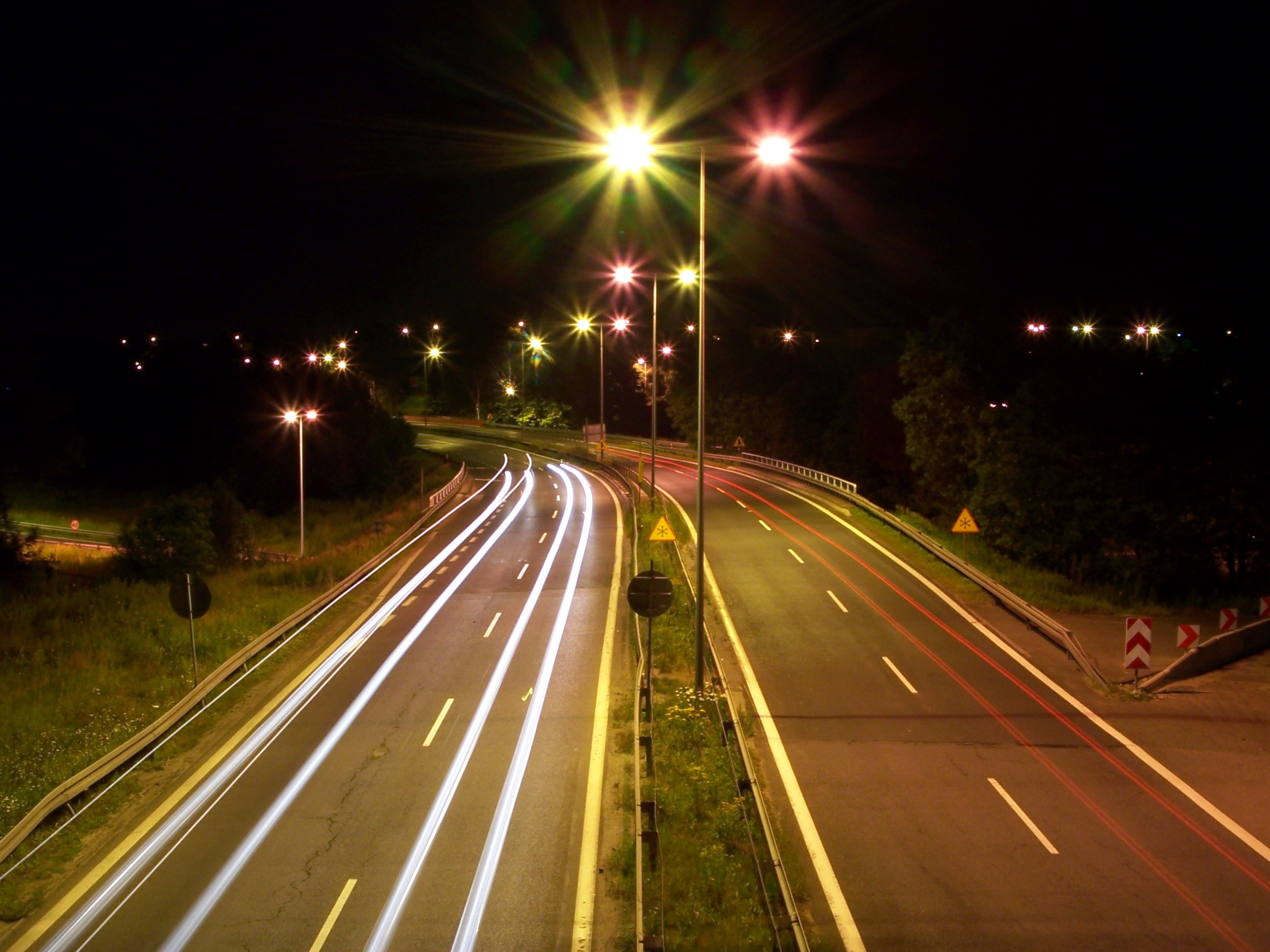
Mikołow, droga krajowa DK81 nocą

### Kalendarium
- 1222 – pierwsza historyczna wzmianka o Mikołowie – w dokumencie wydanym przez księcia opolskiego Kazimierza I dla biskupa wrocławskiego Wawrzyńca, gdzie jako świadek wymieniony jest hrabia Andrzej, kasztelan z Mikołowa (oryg. comes Andreas, castellanus de Miculow). Świadczy to o tym, iż Mikołów pełnił już funkcje w administracji państwowej jako gród i siedziba kasztelanii.
- 1228 – wzmianka o Mikołowie pojawiła się w dokumencie księcia opolsko-raciborskiego Kazimierza I, będącym umową z wojewodą Klemensem, gdzie jako świadek, po raz kolejny, pojawia się kasztelan mikołowski, Andrzej. Podobne wzmianki, w których występuje ów Andrzej, znajdujemy również w dokumentach z lat 1232 i 1234.
- 1258 – w dokumentach księcia Władysława opolskiego dwukrotnie pojawia się kasztelan mikołowski imieniem Jan, syn Wernera.
- 1265–1280 – rozbudowa miasta przez Jana z Grabia.
- 1266 – 1 marca pierwsza wzmianka o kościele pw. św. Wojciecha w Mikołowie; biskup krakowski Paweł przebywający w Sławkowie nadał kościołowi św. Wojciecha w Mikołowie dziesięciny ze wsi Przeczyce, Toporowice i Targoszyce (dziś część Mierzęcic). Mikołów należał w tych czasach do dekanatu Sławkowskiego.
- 1349 – 1350 – epidemia czarnej ospy[14], umiera 1/3 mieszkańców miasta.
- 1375 – książę raciborski Jan I sprzedaje miasto Mikołów i Pszczynę z okolicami księciu opolskiemu Władysławowi Opolczykowi.
- 1473 – w okolicach miasta zatrzymały się wojska księcia rybnickiego Wacława[15].
- ok. 1500 – początki[14] górnictwa.
- 1545 – cesarz niemiecki Ferdynand I nadaje miastu Mikołów prawo do urządzania jarmarków i targów tygodniowych.
- 1547 – 27 lipca nadanie Mikołowowi ordynacji miejskiej, staraniem ówczesnego pana ziemi pszczyńskiej, barona Jana Thurzo. Od tej daty, Mikołów stał się miastem.
- 1580 – czasy Reformacji, do Mikołowa przybywa pierwszy pastor.
- 1630 – parafia mikołowska wraca w ręce katolików (proboszczem zostaje Tomasz Aleksander Czarniecki).
- 1645 – miasto dotknęła klęska pożaru – świadczy o tym dokument z tegoż roku, w którym miasto Mikołów prosi urząd podatkowy we Wrocławiu o umorzenie 500 florenów zaległości podatkowych.
- 1742 – w wyniku I wojny śląskiej Mikołów trafia pod panowanie pruskie[16].
- 1760 – po raz pierwszy w dokumentach pojawia się dzisiejsza nazwa miasta „Mikołów”.
- 1794 – 20 maja największy pożar w historii miasta, centralna część miasta uległa zniszczeniu – pożar prawdopodobnie wybuchł w domu kowala Marcina Kozaka znajdującym się na rynku miasta.
- 1837 – w Mikołowie znajdują się 2 kościoły katolickie, szkoła, 250 domów, a zamieszkuje go 2000 osób[13].
- 1840 – L. Froehlich zakłada w Mikołowie fabrykę łyżek (przetrwała do końca stulecia).
- 1842 – otwarto fabrykę wyrobów żelaznych i części maszyn pod nazwą huta „Maria Ludwika”.
- 1845 – Tomasz Nowacki zakłada w Mikołowie polską drukarnię[17].
- 1848 – w Mikołowie miała miejsce epidemia tyfusu, zmarło wówczas 20% ogółu ludności.
- 1856 – zbudowano dworzec kolejowy w Mikołowie.
- 1858 – zbudowano hutę[14] „Waltera” (późniejsza Fabryka Palenisk Mechanicznych).
- 1861 – 25 września konsekracja nowego kościoła pw. św. Wojciecha, od 2008 roku, bazylika mniejsza.
- 1862 – austriacki przedsiębiorca Carl Gustav Dittrich zakłada papiernię[18].
- 1868 – uruchomienie gazowni miejskiej, która umożliwiła oświetlenie miasta i domów mieszkańców[18].
- 1872 – zburzenie starego ratusza, zbudowanego tymczasowo, po wielkim pożarze w 1794 roku i zbudowanie nowego budynku w Mikołowie. Niemiecki przedsiębiorca Heinrich Koetz uruchamia największy na ziemi pszczyńskiej zakład budowy kotłów[19].
- 1874 – Karol Miarka senior rozpoczyna działalność wydawniczą w Mikołowie.
- 1908 – ukończenie budowy wodociągów miejskich, na które wydano ok. 250 tys. marek.
- 1909 – uruchomiono wodociąg miejski[18].
- 1919 – 17 sierpnia walki w mieście podczas I powstania śląskiego.
- 1921 – plebiscyt na Górnym Śląsku; w Mikołowie większość głosów pada za Niemcami (3059 do 2434).
- 1922 – 29 czerwca Mikołów wraz ze wschodnią częścią Górnego Śląska przyłączony do Polski.
- 1932 – założenie na terenie podarowanym przez rolnika Józefa Bojdoła ogródków działkowych[20]; cztery lata później działki rozparcelowano i podzielono między właścicieli (obecny ROD „Krokus”; 5,8 ha)[20].
- 1939 – 3 września wkroczenie wojsk niemieckich do miasta Mikołów[21].
- 1945 – styczeń – tzw. „marsz śmierci” więźniów KL Auschwitz przez Mikołów i Borową Wieś do Gliwic
- 1945 – 28 stycznia wkroczenie Armii Czerwonej.
- 1954 – Mikołów zostaje włączony do powiatu tyskiego.
- 1975 – do Mikołowa przyłączono Śmiłowice, Mokre i Paniowy.
- 1994 – 30 grudnia przyłączenie Bujakowa[22].
- 1998 – powstaje powiat mikołowski obejmujący Mikołów, Łaziska Górne, Orzesze, Wyry i Ornontowice.
- 1998 – ogłoszenie św. Wojciecha patronem Mikołowa[23].
- 2002 – przebudowa rynku w Mikołowie.
- 2003 – założenie Śląskiego Ogrodu Botanicznego w Mikołowie.
- 2008 – kościół św. Wojciecha staje się bazyliką mniejszą w Mikołowie.
- 2009 – poświęcenie kościoła pw. św. Antoniego Padewskiego w Mikołowie Recie.
- 2013 – Rozbudowa Centrum Edukacji Przyrodniczej i Ekologicznej Śląskiego Ogrodu Botanicznego w Mikołowie-etap II.
- 2013 – odsłonięcie pomnika św. Wojciecha, patrona Polski i Mikołowa.
- 2018 – Koronacja obrazu Matki Bożej Mikołowskiej.

### Opis miasta z 1859
Informacje pochodzące ze „Słownika geograficznego Królestwa Polskiego i innych krajów słowiańskich”, Warszawa 1885:

Mikułów al. Mikołów, niem. Nicolai, miasto okręgowe w pow. pszczyńskim na Szląsku górnym, leży na wzniesieniu 1116 st. par., na połowie drogi pomiędzy Oświęcimiem (w Galicyi) a Gliwicami, o 14 kil. od Katowic. Posiada dwa kościoły katolickie, kościół ewangielicki, synagogę, szkołę katolicką 5-klasową (529 uczniów), ewang. 1-klas. (60 ucz.) i żydowską prywatną (104 ucz.). Co do władz M. posiada: urząd miejski, urząd policyjny okręgowy, urząd pocztowy, dwóch sądziów okręgowych. Z zakładów przemysłowych istnieją tu: huty żelazne (Nicolai Hutte, Walther H., Maria Louisen H., Frohlische Loffelschmiede), wielki młyn amerykański. Kolej żelazna łącząca Racibor z Katowicami przerzyna grunta należące do miasta, na których mieści się stacya. Ludność miasta z 2752 mk. w 1834 r., wzrosła do 3059 w 1840 r., doszła do 4479 w 1861 r. Mówi ona zesputą polszczyzną. Wychodzą tu dwa pisma peryodyczne polskie dla ludu nakładem Miarki: „Katolik” i „Monika”. Początkiem miasta miało być obozowisko urządzone tu przez mołdawskich handlarzy bydła. Oni to wznieśli drewniany kościółek ś. Mikołaja (Nikołajek zwany) w miejscu, gdzie dziś stoi murowana kaplica na płn. od miasta przy drodze do st. dr. żel. Pożar ratusza w 1794 r. zniszczył archiwum miejskie, stąd przeszłość M. mało jest znaną. W Kod. dypl. Muczk. i Rzyszcz. wspomniany jest M. w dok. z 1228 r. Dochował się też dokument, w którym Mieczysław (Mieszko), ks. Opolski, jako władzca Pszczyny, potwierdza (w Rybniku 1287 r.) nadania poczynione przez Jana z Grabi kościołowi ś. Wojciecha w M. W 1547 r. baron Hans Turzo, pan na Betlemfalva i na Pszczynie, nadał M. miejską organizacyę, samorząd, sądownictwo i łączne z tem przywileje uprawy wina, warzenia piwa, tworzenia cechów, targi i jarmarki. W tej epoce M. stał się ważnem targowiskiem dla handlu bydłem, solą i wódką. Najście Szwedów w 1630 r. zadało ciężką klęskę miastu. Spustoszyli oni prócz miasta i klasztor zakonnic pod miastem stojący. O przeszłych stosunkach miasta świadczy dotąd nazwa jednej z ulic (Krakowska) i tak zwana Skotnica, będąca zapewne miejscem dawnego targowiska na bydło. Do mieszczan należy obecnie 4662 mr. ziemi, w tem 4029 mr. roli, 52 mr. ogr., 352 mr. łąk, 137 mr. pastw. i 122 zagajników. Klimat tu dość ostry skutkiem wzniesionego położenia i silnych wiatrów od Karpat wiejących. Par. kat. mikułowska posiada od 1861 r., prócz starego, nowy murowany kościół z dwoma wieżami i liczy 13926 parafian (1869 r.). Do parafii należą miejscowości: Gostyń, Wyrów, Łaziska (górne, dolne i średnie), Śmiłowica, Kamionka, Wilkowy, Panewnik, Piotrowice, Podlesie, Zarzycze, Lgota, Althammer. W obrębie parafii mieszka 745 ew. i 540 żydów. Dekanat mikułowski dyec. wrocławskiej miał 1869 r. 45158 kat., 1435 ew., 530 izr. i 8 parafii: Berun, Boischow, Chełm W., Lendzin, Mokra, M., Tychy, Woszczyce.

### Informacje o stosunkach narodowościowych w połowie XIX wieku
.Po trzech wojnach śląskich jakie miały miejsce w latach 1740–1763, między Austrią i Prusami miasto znalazło się w granicach Prus i należało do powiatu pszczyńskiego. W połowie XIX wieku zarówno w powiecie jak w samym mieście, dominowała ludność polska. Topograficzny opis Górnego Śląska z 1865 roku notuje „Das polnische Element ist im Kreise das bei Weitem vorherrschende. Unter 75.725 Einwohnern sind nur 8.413 Deutsche, 67.312 sprechen Polnisch”, czyli w tłumaczeniu na język polski „Element polski dominuje w powiecie. Spośród 75.725 mieszkańców tylko 8.413 to Niemcy, podczas gdy 67.312 mówi po polsku”. Również w samym mieście było więcej Polaków niż Niemców co odnotowuje spis we fragmencie: „Sogar in den Städten ist die Bevölkerung zum grossen Theile polnisch. So zählt Pless unter 3.154 Einwohnern 560 polnisch Sprechende, Nikolai sogar unter 4.479 Einwohnern deren 2.971” w tłumaczeniu „Nawet w miastach ludność w dużej części jest polska. W Pszczynie z 2.971 mieszkańców 560 mówi po polsku, a w Mikołowie z 4.479 mieszkańców jest ich aż 2.971.”.

### Żydzi w Mikołowie

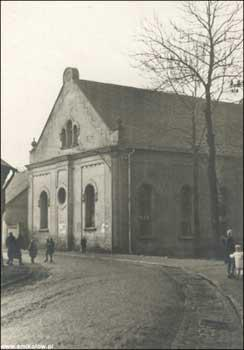
Archiwalne zdjęcie nieistniejącej synagogi w Mikołowie

Pierwsza żydowska rodzina zamieszkała w mieście w 1640, po wydaniu, kilkanaście lat wcześniej, edyktu cesarskiego, łagodzącego politykę Habsburgów wobec Żydów. Spis ludności żydowskiej z 1691 r. wspomina o mieszkających w Mikołowie Żydach. Przez wiele lat byli jednak stosunkowo nieliczni i np. w 1758 r. miało tutaj żyć zaledwie 6 osób tego wyznania.
W latach 70. XVIII wieku władze pruskie nakazały początkowo przesiedlić wszystkich Żydów na prawą stronę Odry i to tylko na tereny wiejskie, następnie zmieniono zdanie i przyszło polecenie osiedlenia ich w miastach – w 1780 r. Mikołów został jednym z pięciu miast przesiedleńczych. W 1787 roku i to zarządzenie odwołano w obawie o skutki gospodarcze, ale liczba żydowskich mieszkańców w ówczesnym Nikolei wzrosła do 84 osób.
W 1816 r. Mikołów zbudował synagogę, a w 1854 powstała gmina żydowska, jednak była ona na tyle mała, że aż do 1931 r. funkcję rabinów pełnili kantorzy. W 1861 r. mieszkało w mieście 504. Żydów (ok. 11% społeczeństwa), istniała też żydowska szkoła, do której uczęszczało ponad 100 uczniów. W 1872 r. miejscowa gmina żydowska weszła w skład Związku Górnośląskich Gmin Synagogalnych (Oberschlesische Synagogen-Gemeinden).
Na przełomie wieków liczba Żydów spadła w wyniku emigracji do Stanów Zjednoczonych i Palestyny – spis z 1900 r. wykazał 192 osoby (na 6638 ogółu mieszkańców), a w 1910 r. 175 osób. W Mikołowie działał Izraelicki Związek Pielęgnowania Chorych i Izraelicki Związek Pogrzebowy „Chewra Kadisza”.
W czasie plebiscytu większość Żydów głosowała za pozostawieniem miasta w Niemczech, mimo ogólnego zwycięstwa tej opcji, w Mikołowie miasto włączono w granice Polski. Poskutkowało to emigracją wielu Żydów na Zachód. Z drugiej strony nastąpił napływ żydowskich obywateli z głębi Polski, głównie z Zagłębia Dąbrowskiego. Ich przyjazd spotykał się jednak z niechęcią zarówno władz miejskich, jak i zamieszkałych już w mieście członków gminy żydowskiej, których przyczyną były obawy gospodarcze, negatywny wizerunek Kongresówki w oczach mieszkańców Górnego Śląska i obawy o wzrost tendencji propolskich.
W 1931 r. wybrano pierwszego rabina, którym został Ajzyk Chameides. Ten jednak dojeżdżał do Mikołowa z Katowic. Liczba Żydów mikołowskich wzrosła z 74 (1928 r.) do 243 osób.
Po 1933 r. ruszyła następna fala żydowskich emigrantów, tym razem przyjeżdżali z rządzonych przez nazistów Niemiec na polski Górny Śląsk. Liczba uchodźców była na tyle duża, że Zwierzchność Gmin Izraelickich w Katowicach przeprowadziła zbiórkę pieniężną, aby ich wspomóc. W 1938 r. po anszlusie Austrii wielu Żydów kolejny raz opuszczało polski Górny Śląsk, obawiając się rychłego wybuchu wojny polsko-niemieckiej emigrowali na Zachód.
Po zajęciu tych terenów przez III Rzeszę mikołowskich Żydów wywieziono do getta w Sosnowcu, skąd większość 12 maja 1942 r. trafiła do obozu w Auschwitz-Birkenau.
Po II wojnie światowej społeczność żydowska już się w Mikołowie nie odrodziła. Stary cmentarz żydowski został zlikwidowany, na jego miejscu powstała zabudowa osiedlowa. W 1972 na polecenie ówczesnych władz miasta synagogę wysadzono w powietrze, a na miejscu powstał nowy węzeł komunikacyjny – plac 750-lecia. Jedyną pamiątką jest tzw. nowy cmentarz żydowski.

## Zabytki

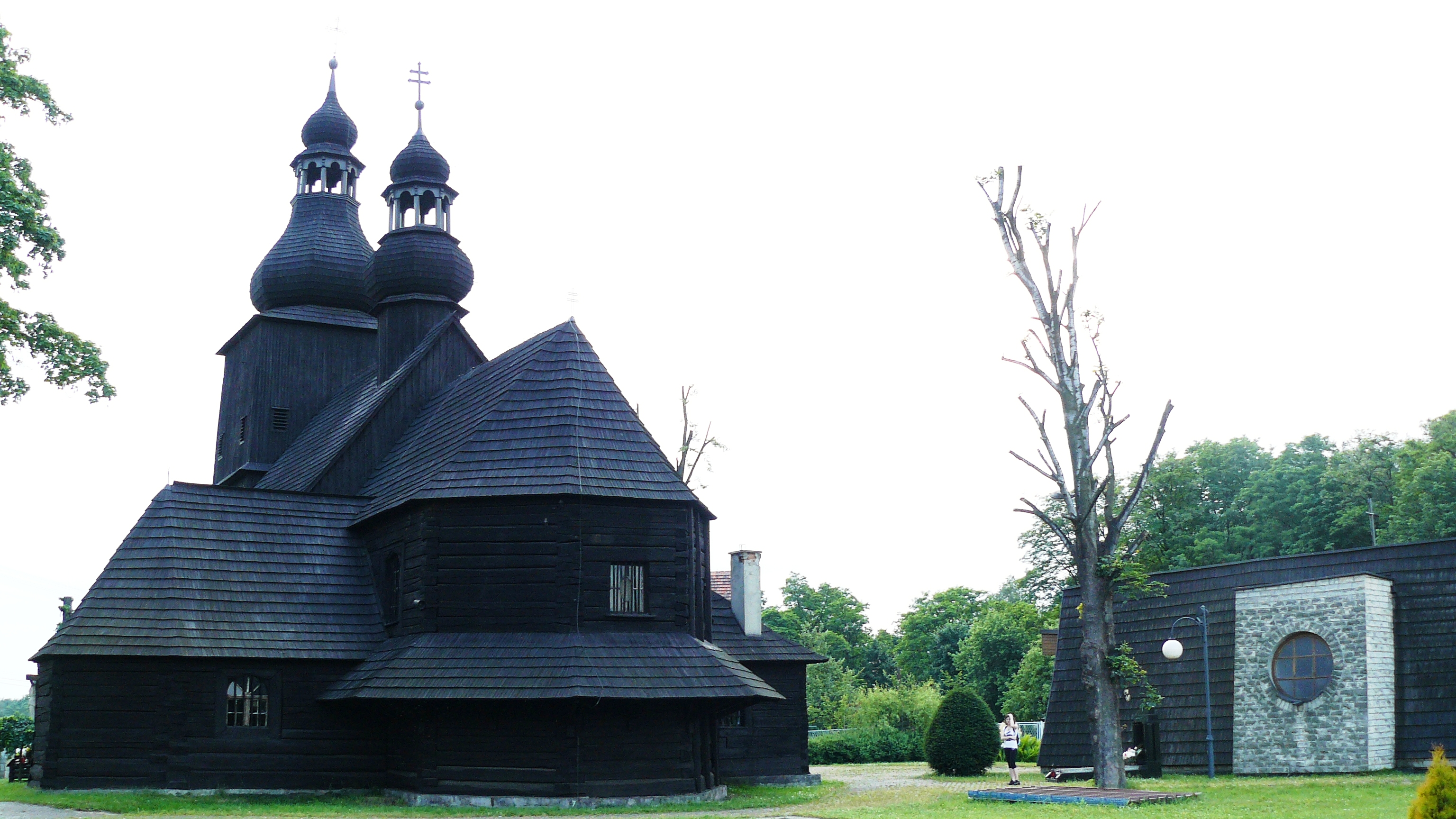
Mikołów – Borowa Wieś, kościół św. Mikołaja

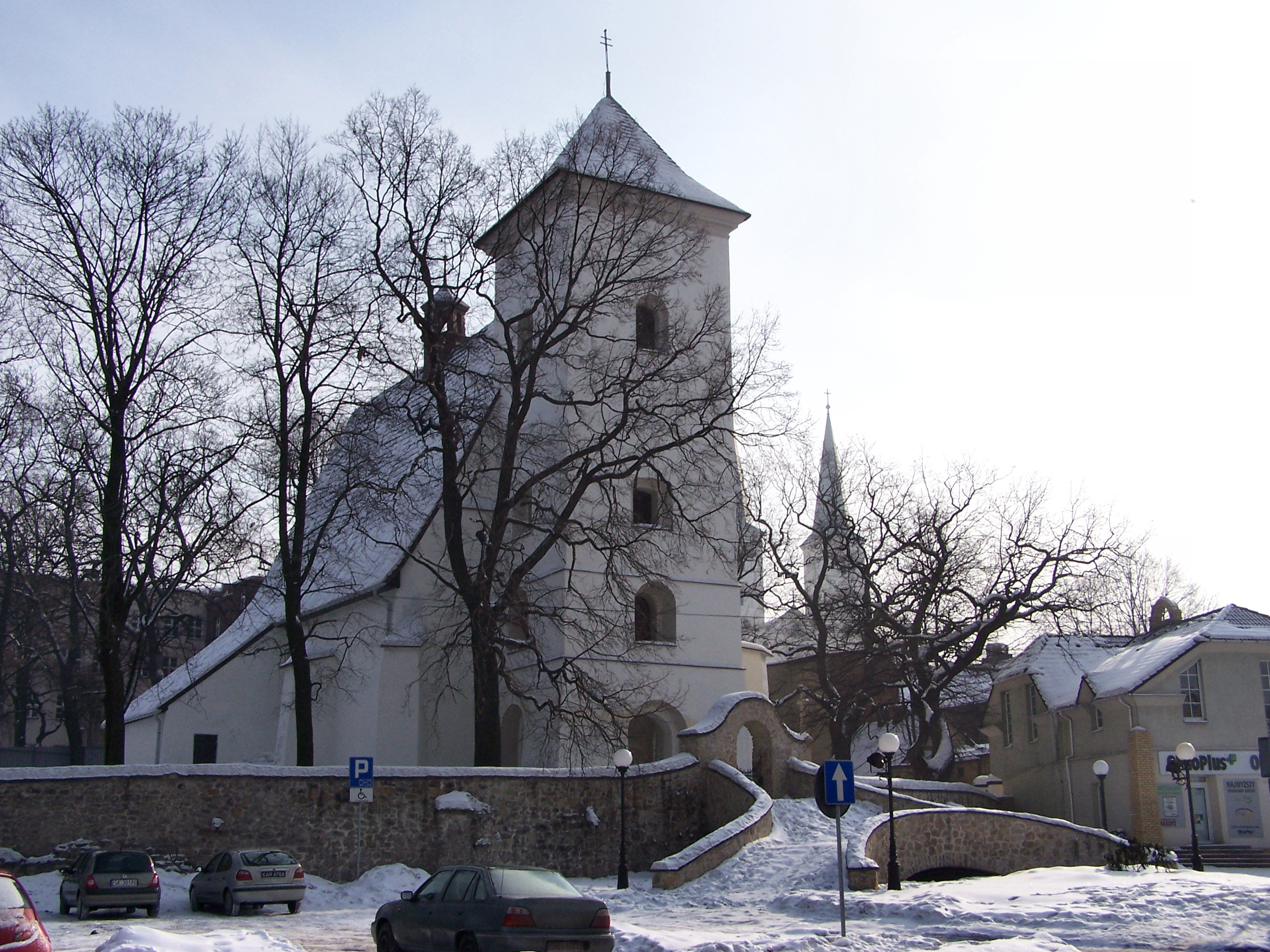
Mikołów, stary kościół

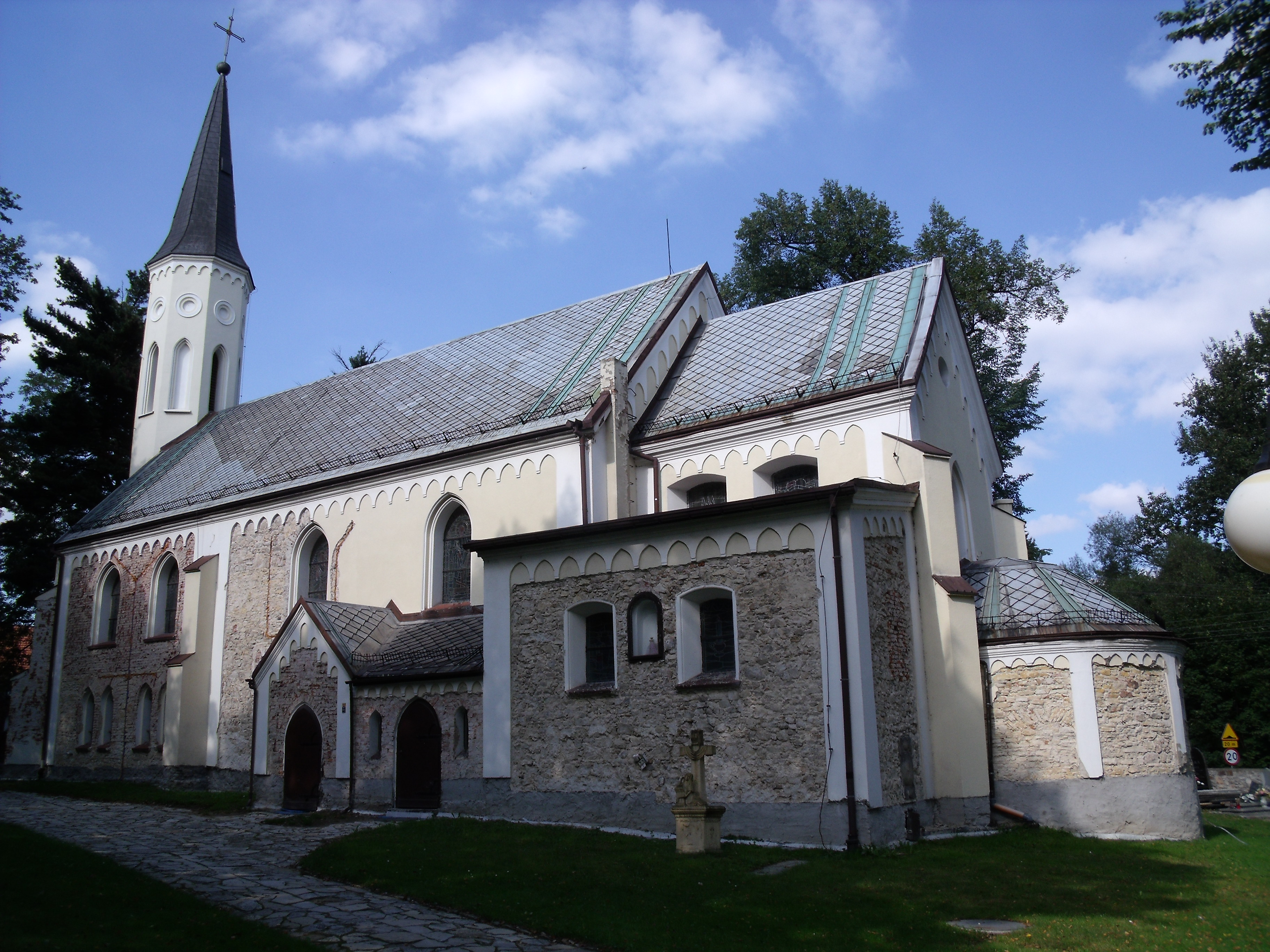
Mikołów, kościół św. Wawrzyńca w Mokrem

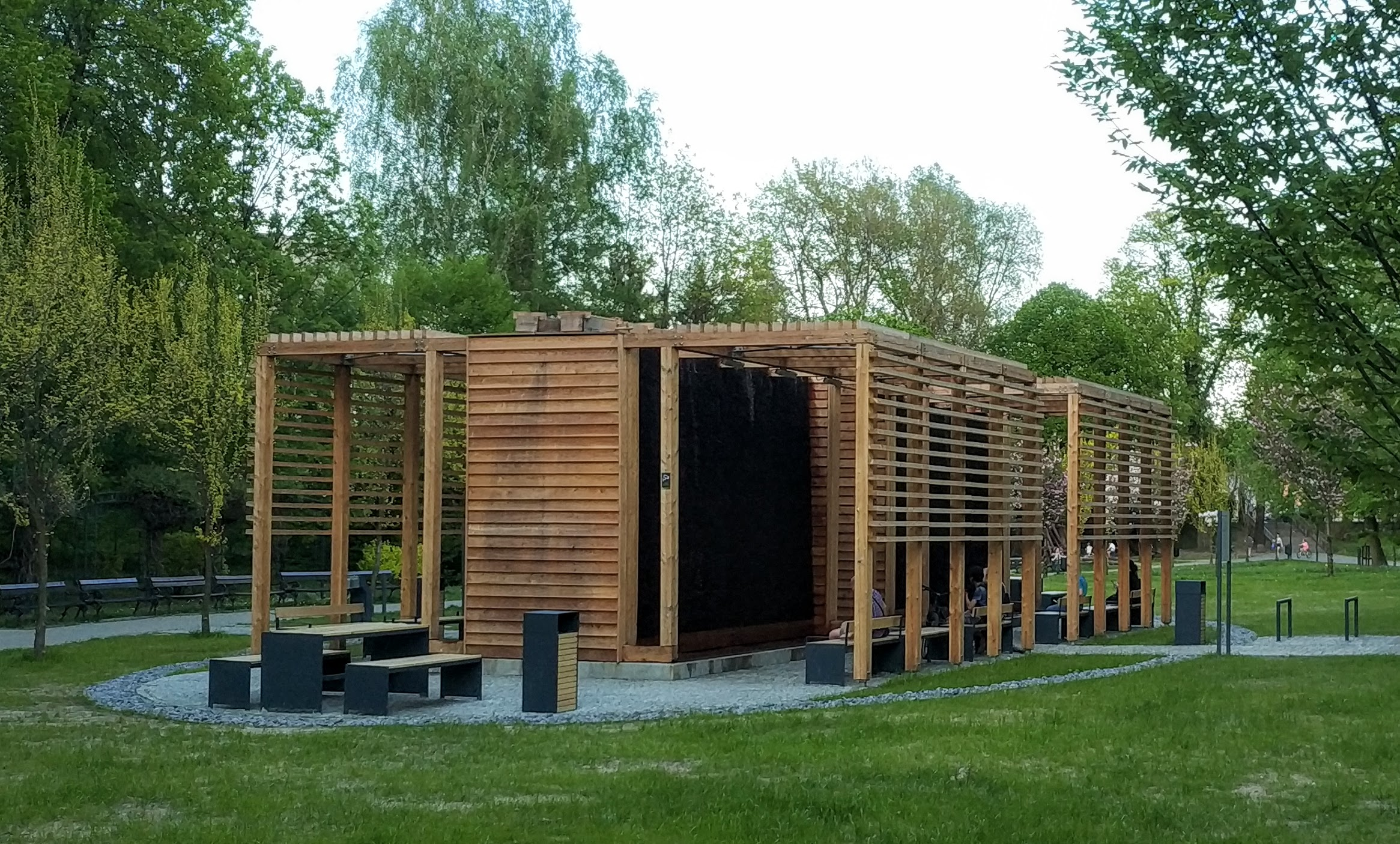
Tężnia solankowa w parku Małe Planty

- Układ urbanistyczny z rynkiem i nieregularną siatką ulic.
- Kościół parafialny pw. św. Mikołaja z 1720 r. Został przeniesiony z Przyszowic do Borowej Wsi w latach 1937–1939. Ołtarz pochodzi z roku 1600.
- Kościół parafialny pw. św. Ap. Piotra i Pawła w Paniowach.
- Kościół parafialny pw. Matki Bożej Śnieżnej (nazwany tak dopiero po zbudowaniu kościoła parafialnego pw. św. Wojciecha, który przejął jego wcześniejszą nazwę) zbudowany w latach 1270–1280, później przebudowany.
- Kościół parafialny pw. św. Wojciecha (bazylika mniejsza) zbudowany w stylu neoromańskim w latach 1843–1861.
- Kościół parafialny pw. św. Mikołaja Bpa w Bujakowie.
- Kościół parafialny pw. św. Wawrzyńca w Mokrem.
- Kościół ewangelicki im. św. Jana z lat 1860–1861.
- Nowy cmentarz żydowski w Mikołowie z najstarszą macewą z połowy XVIII w. przy ul. Konstytucji 3 Maja (istniał też stary cmentarz żydowski w Mikołowie, lecz został zniszczony podczas II wojny światowej).
- Zabytkowe kamienice w śródmieściu.
- Budynek przy ul. Krakowskiej 33, którego historia może sięgać czasów średniowiecza (mury piwnic), a obecnie jest przykładem architektury historyzująco-modernistycznej.
- Park tzw. Duże i Małe Planty, którego początki sięgają końca XVIII wieku.
- Schrony z Obszaru Warownego „Śląsk”[28].

## Edukacja
W mieście znajduje się: 
- 12 przedszkoli i 2 oddziały przedszkolne przy szkołach podstawowych[30][martwy link]
- 11 szkół podstawowych, w tym 2 tzw. specjalne
- 7 szkół średnich

Gmina Mikołów jest organem prowadzącym dla 12 przedszkoli i 10 szkół podstawowych, w tym jednej z oddziałami przedszkolnymi.

## Gospodarka
Przez większą część swojej historii Mikołów był miastem handlowym, a w XX wieku miastem przemysłowym. W XX wieku w Mikołowie powstało wiele dużych zakładów przemysłowych, m.in. MiFaMa (Mikołowska Fabryka Maszyn), FPM (Fabryka Palenisk Mechanicznych), Wiromet. W Mikołowie znajduje się jedyna w Polsce i jedna z dwóch w Europie Kopalnia Doświadczalna „Barbara”. W Mikołowie położone jest wzgórze Gronie, od którego pochodzi nazwa piwa Tyskie Gronie (na wzgórzu tym znajduje się ujęcie wody dla browaru).

## Wspólnoty religijne

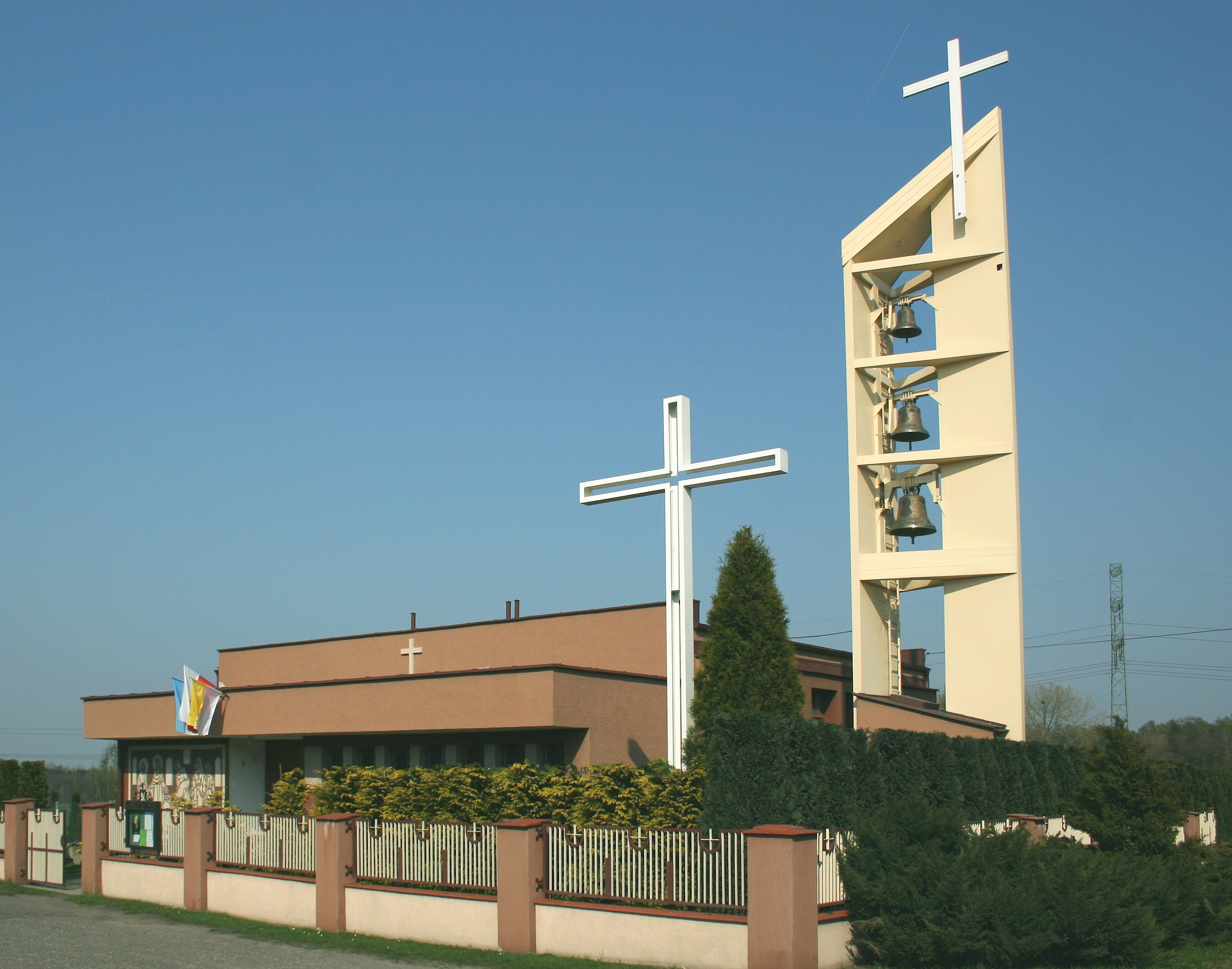
Mikołów, kościół parafialny MB Częstochowskiej

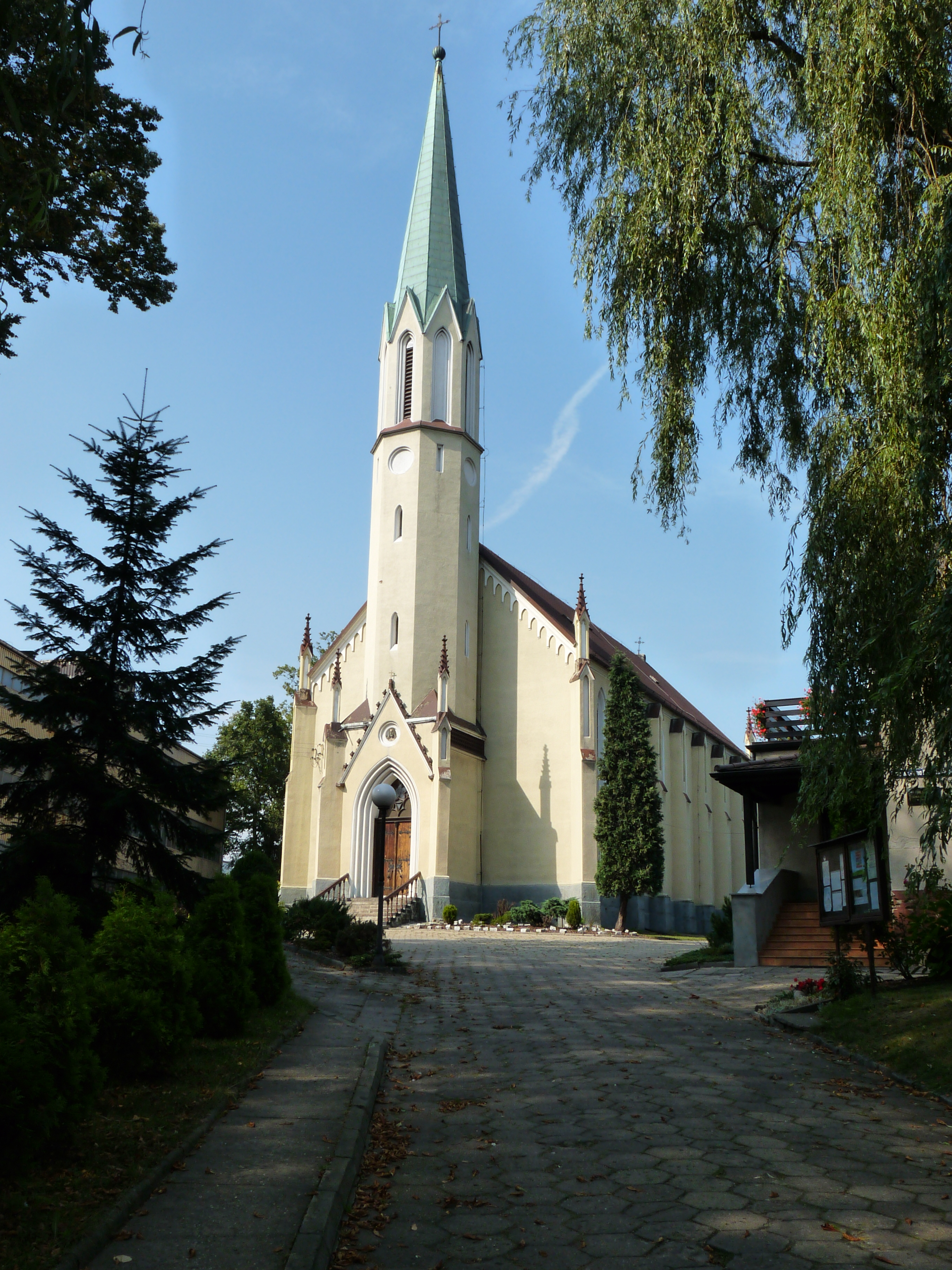
Mikołów, kościół ewangelicki św. Jana

### Katolicyzm
- Kościół rzymskokatolicki:
  - parafia św. Antoniego z Padwy[31]
  - parafia św. Mikołaja (sołectwo Borowa Wieś)[31]
  - parafia św. Mikołaja (sołectwo Bujaków)[31]
  - parafia Matki Bożej Częstochowskiej (sołectwo Śmiłowice)[31]
  - parafia Najświętszej Maryi Panny Matki Zbawiciela[31]
  - parafia św. Wawrzyńca (sołectwo Mokre)[31]
  - parafia św. Urbana Papieża i Męczennika[31]
  - parafia Świętych Apostołów Piotra i Pawła (sołectwo Paniowy)[31]
  - parafia św. Wojciecha[31]

### Protestantyzm
- Kościół Chrześcijan Baptystów w RP:
  - zbór w Mikołowie[32]
- Kościół Ewangelicko-Augsburski w RP:
  - parafia w Mikołowie[33]
- Kościół Wolnych Chrześcijan w RP:
  - zbór w Mikołowie[34]
- Stowarzyszenie Zborów Chrześcijan w RP:
  - Zbór Chrześcijan w Mikołowie[35]

### Restoracjonizm
- Świadkowie Jehowy:
  - zbór Mikołów[36]:

## Kultura

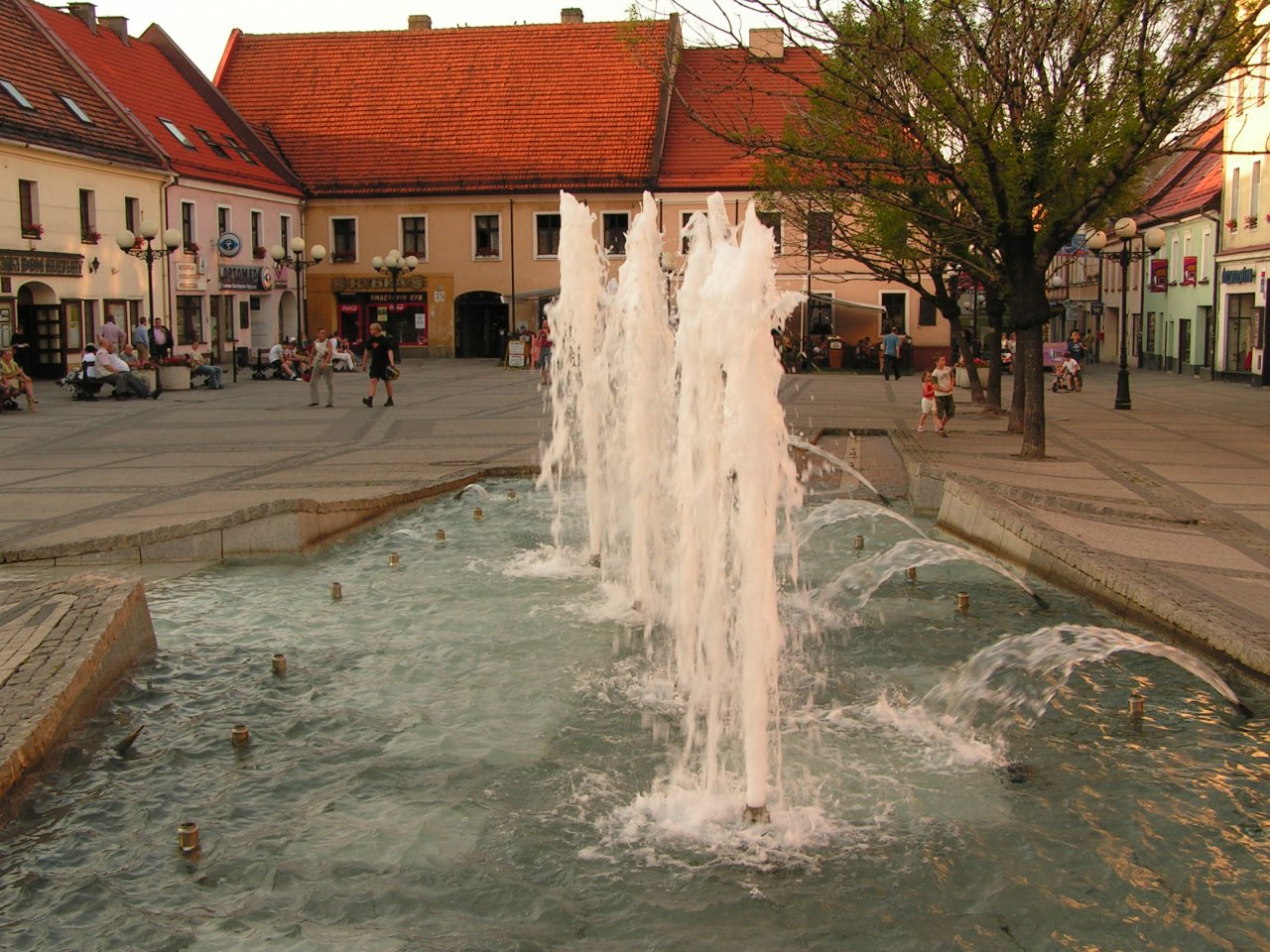
Fontanna na rynku

- Instytut Mikołowski – obecnie mieści się w dawnym domu rodzinnym Burmistrza Mikołowa Jana Koja (uprzednio mieścił się w mieszkaniu Rafała Wojaczka[37])
- Mikołowskie Dni Muzyki – odbywający się w maju festiwal muzyki poważnej
- Impresje Mikołowskie – plenery malarskie
- Dni Mikołowa – święto miasta

## Sport
- Aqua Plant – kryta pływalnia z dwoma basenami, jacuzzi oraz dwiema saunami.
- Rajd Mikołowski – okręgowy rajd samochodowy rozgrywany w ostatni weekend kwietnia, połączony z wystawą pojazdów zabytkowych.
- Mikołowski Bieg Uliczny, im. Henryka Biskupiaka, cykliczna impreza odbywająca się pod koniec września.
- Mikołowski Rodzinny Rajd Rowerowy – rajd odbywający się na terenie powiatu mikołowskiego.
- Otwarte Mistrzostwa Mikołowa w Kolarstwie Górskim XC – mistrzostwa odbywające się co roku w czerwcu.

### Kluby sportowe
- AKS Mikołów – klub piłkarski (obecnie klasa okręgowa), klub szachowy, sekcja szermiercza szpada, sekcja tenisa stołowego
- allinone Mikołów – klub bilardowy (obecnie w II lidze bilardowej, grupa 4)
- KS Kamionka Mikołów – klub piłkarski (obecnie w klasie „A”, grupa Katowice)
- KS Burza Borowa Wieś – prowadzi sekcje piłki nożnej (obecnie klasa okręgowa), siatkówki (III liga kobiet), tenisa stołowego i akrobatyki
- LKS 45 Bujaków – klub piłkarski (obecnie w klasie „C”, grupa Zabrze), sekcja tenisa stołowego (obecnie Liga okręgowa mężczyzn i II Liga kobiet)
- Orzeł Mokre – klub piłkarski (obecnie w klasie „A”)
- LKS Strażak Mikołów – klub piłkarski (obecnie w klasie „B”), sekcja speedrowerowa (obecnie walczą o medale Drużynowych Mistrzostw Okręgu Południowego PFKS)
- Orkan KS Kamionka – klub skata (obecnie w II lidze)
- SSiSW Kong Sao
- UKS Satori – klub karate, reprezentujący powiat mikołowski na arenie krajowej i międzynarodowej według zasad Karate WKF i WUKF
- UKS Silesia Mikołów – klub koszykówki
- UKS Trójka Mikołów
- STS Biegaton Mikołów
- UNL Mikołów - klub unihokejowy występujący w Śląskiej Lidze Unihokeja

## Turystyka
Szlaki turystyczne

 Szlak Obrońców Polskiej Granicy
- Trasa: Zabrze – Mikołów – Tychy

 Szlak Krawędziowy GOP
- Trasa: Gliwice – Mikołów – Chełm Śląski

 Szlak Bohaterów Wieży Spadochronowej
- Trasa: Katowice – Mikołów – Chudów

 Szlak Okrężny wokół Gliwic
- Trasa: Rudy – Mikołów – Stodoły

 Szlak Historii Górnictwa Górnośląskiego
- Trasa: Łubianki – Mikołów – Rybnik

Szlak architektury drewnianej
- Trasa: Bielsko-Biała – Mikołów – Żywiec

## Media
Czasopisma miejskie:
- Gazeta Mikołowska
- Aktualności

Telewizja internetowa:
- Mikołów TV

Portale internetowe:
- MojMikolow.pl – portal miejski[38]

## Polityka
Obecnym burmistrzem jest Stanisław Piechula, który w ostatnich wyborach (2018 rok) uzyskał 57.98 proc. poparcie (łącznie 10 438 głosów).
Przewodniczącą Rady Miejskiej Mikołowa jest Katarzyna Syryjczyk-Słomska, wiceprzewodniczącymi Remigiusz Kuś i Michał Rupik.
Przewodniczącą Rady Powiatu jest Barbara Pepke. Starostą mikołowskim jest Mirosław Duży, a jego zastępcą Tadeusz Marszolik.

## Miasta partnerskie
Lista miast partnerskich Mikołowa:
- Beuningen od 1991 roku[42]
- Sainte-Geneviève-des-Bois od 1997 roku[42]
- Klimkovice od 2000 roku[42]
- Ilava od 2008 roku[42]